# 박대원 (1992년)
박대원(1992년 3월 17일 ~ )은 대한민국의 전직 가수이자 배우이다. 과거 보이 그룹 매드타운에서 메인댄서이자 서브보컬을 맡았으며, 2017년 KBS 2TV 아이돌 리부팅 프로젝트 더 유닛에 참가해 최종 7위를 하여, 유앤비의 멤버로 활동했다.

## 학력
| 연도 | 학교             | 학과   | 비고 |
| ---- | ---------------- | ------ | ---- |
|      | 천안공업고등학교 | 건축과 | 졸업 |

## 방송

### 예능
- 2017년 ~ 2018년 KBS2 《아이돌 리부팅 프로젝트 더 유닛》